# Wilhelm Aschan
Georg Wilhelm Aschan, född den 9 april 1854 i Nottebäcks socken, Kronobergs län, död den 30 januari 1928 i Stockholm, var en svensk militär. Han var sonson till Johan Lorentz Aschan.
Aschan blev underlöjtnant vid Smålands husarregemente 1875, löjtnant i armén 1885 och vid regementet 1886 samt ryttmästare 1893. Han blev major vid Smålands husarregemente 1901 samt överstelöjtnant där 1903 och vid Skånska husarregementet 1904. Aschan var överste och chef för Norrlands dragonregemente 1904–1914. Han lät 1906 bygga Aschanska villan i Umeå och invaldes som ledamot av Krigsvetenskapsakademien samma år. Aschan blev riddare av Svärdsorden 1895, kommendör av andra klassen av samma orden 1907 och kommendör av första klassen 1912.